# Zenia insignis
Zenia insignis là một loài rau đậu thuộc họ Fabaceae.
Loài này có ở Trung Quốc và Việt Nam.
Chúng hiện đang bị đe dọa vì mất môi trường sống.